# Qianwei (socken i Kina, Shandong)
Qianwei (kinesiska: 前魏乡, 前魏) är en socken i Kina. Den ligger i provinsen Shandong, i den östra delen av landet, omkring 120 kilometer norr om provinshuvudstaden Jinan.
Genomsnittlig årsnederbörd är 776 millimeter. Den regnigaste månaden är juli, med i genomsnitt 305 mm nederbörd, och den torraste är mars, med 3 mm nederbörd.